# Hospital Clínic
Hospital Clínic – stacja metra w Barcelonie, na linii 5. Stacja została otwarta w 1969.